# 通滕豪森
通滕豪森是德国巴伐利亚州的一个市镇。总面积68.98平方公里，总人口6977人，其中男性3569人，女性3408人（2011年12月31日），人口密度101人/平方公里。
- 通滕豪森朝圣教堂